# Africký pohár národů 2023 (soupisky)
Soupisky na Africký pohár národů 2023, který se hrál v Pobřeží slonoviny.
| Zlato                        | Stříbro            | Bronz                            |
| ---------------------------- | ------------------ | -------------------------------- |
| Pobřeží slonoviny • Soupiska | Nigérie • Soupiska | Jihoafrická republika • Soupiska |

## Skupina A

### Pobřeží slonoviny
Hlavní trenér:  Jean-Louis Gasset
| Jméno                | Datum narození | Datum úmrtí | Klub                        |
| Brankáři             | Brankáři       | Brankáři    | Brankáři                    |
| -------------------- | -------------- | ----------- | --------------------------- |
| Yahia Fofana         | 21.8.2000      |             | Angers SCO                  |
| Charles Folly Ayayi  | 29.12.1990     |             | ASEC Mimosas                |
| Badra Ali Sangaré    | 30.5.1986      |             | Sekhukhune United FC        |
| Obránci              |                |             |                             |
| Ousmane Diomande     | 4.12.2003      |             | Sporting CP                 |
| Ghislain Konan       | 27.12.1995     |             | Al-Fayha FC                 |
| Wilfried Singo       | 25.12.2000     |             | AS Monaco FC                |
| Odilon Kossounou     | 4.1.2001       |             | Bayer 04 Leverkusen         |
| Willy Boly           | 3.2.1991       |             | Nottingham Forest FC        |
| Serge Aurier -       | 24.12.1992     |             | Nottingham Forest FC        |
| Evan Ndicka          | 20.8.1999      |             | AS Řím                      |
| Ismaël Diallo        | 29.1.1997      |             | HNK Hajduk Split            |
| Záložníci            |                |             |                             |
| Jean Michaël Seri    | 19.7.1991      |             | Hull City AFC               |
| Seko Fofana          | 7.5.1995       |             | Al-Nassr FC                 |
| Franck Kessié        | 19.12.1996     |             | Al Ahli                     |
| Ibrahim Sangaré      | 2.12.1997      |             | Nottingham Forest FC        |
| Idrissa Doumbia      | 14.4.1998      |             | Al-Ahli SC                  |
| Jean Thierry Lazare  | 7.3.1998       |             | Royale Union Saint-Gilloise |
| Útočníci             |                |             |                             |
| Jonathan Bamba       | 26.3.1996      |             | Celta de Vigo               |
| Karim Konaté         | 21.3.2004      |             | FC Red Bull Salzburg        |
| Jean-Philippe Krasso | 17.7.1997      |             | FK Crvena zvezda            |
| Jérémie Boga         | 3.1.1997       |             | OGC Nice                    |
| Oumar Diakité        | 20.12.2003     |             | Stade Reims                 |
| Max Gradel           | 30.11.1987     |             | Gaziantep FK                |
| Nicolas Pépé         | 29.5.1995      |             | Trabzonspor                 |
| Christian Kouamé     | 6.12.1997      |             | ACF Fiorentina              |
| Sébastien Haller     | 22.6.1994      |             | Borussia Dortmund           |
| Simon Adingra        | 1.1.2002       |             | Brighton & Hove Albion FC   |

### Nigérie
Hlavní trenér:  José Peseiro
| Jméno                | Datum narození | Datum úmrtí | Klub                     |
| Brankáři             | Brankáři       | Brankáři    | Brankáři                 |
| -------------------- | -------------- | ----------- | ------------------------ |
| Francis Uzoho        | 28.10.1998     |             | AC Omonia                |
| Olorunleke Ojo       | 17.8.1995      |             | Enyimba International FC |
| Stanley Nwabili      | 10.6.1996      |             | Chippa United FC         |
| Obránci              |                |             |                          |
| Ola Aina             | 8.10.1996      |             | Nottingham Forest FC     |
| Zaidu Sanusi         | 13.6.1997      |             | FC Porto                 |
| William Troost-Ekong | 1.9.1993       |             | PAOK Soluň               |
| Semi Ajayi           | 9.11.1993      |             | West Bromwich Albion FC  |
| Bright Osayi-Samuel  | 31.12.1997     |             | Fenerbahçe SK            |
| Bruno Onyemaechi     | 3.4.1999       |             | Boavista FC              |
| Chidozie Awaziem     | 1.1.1997       |             | Boavista FC              |
| Calvin Bassey        | 31.12.1999     |             | Fulham FC                |
| Kenneth Omeruo       | 17.10.1993     |             | Kasımpaşa SK             |
| Záložníci            |                |             |                          |
| Alhassan Yusuf       | 18.7.2000      |             | Royal Antwerp FC         |
| Frank Onyeka         | 1.1.1998       |             | Brentford FC             |
| Joe Aribo            | 21.7.1996      |             | Southampton FC           |
| Alex Iwobi           | 3.5.1996       |             | Fulham FC                |
| Raphael Onyedika     | 19.4.2001      |             | Club Brugge KV           |
| Útočníci             |                |             |                          |
| Ahmed Musa           | 14.10.1992     |             | Sivasspor                |
| Victor Osimhen       | 29.12.1998     |             | SSC Neapol               |
| Samuel Chukwueze     | 22.5.1999      |             | AC Milán                 |
| Kelechi Iheanacho    | 3.10.1996      |             | Leicester City FC        |
| Moses Simon -        | 12.7.1995      |             | FC Nantes                |
| Ademola Lookman      | 20.10.1997     |             | Atalanta BC              |
| Paul Onuachu         | 28.5.1994      |             | Trabzonspor              |
| Terem Moffi          | 25.5.1999      |             | OGC Nice                 |

### Rovníková Guinea
Hlavní trenér:  Juan Michá
| Jméno           | Datum narození | Datum úmrtí | Klub                       |
| Brankáři        | Brankáři       | Brankáři    | Brankáři                   |
| --------------- | -------------- | ----------- | -------------------------- |
| Jesús Owono     | 1.3.2001       |             | Deportivo Alavés           |
| Aitor Embela    | 17.4.1996      |             | CD Soneja                  |
| Manuel Sapunga  | 23.11.1992     |             | Polokwane City FC          |
| Obránci         |                |             |                            |
| Néstor Senra    | 4.1.2002       |             | Real Avilés CF             |
| Marvin Anieboh  | 26.8.1997      |             | CD Illescas                |
| José Elo        | 21.10.2000     |             | Mérida AD                  |
| Basilio Ndong   | 17.1.1999      |             | FC U Craiova 1948          |
| Charles Ondo    | 22.10.2003     |             | Huddersfield Town AFC      |
| Carlos Akapo    | 12.3.1993      |             | San Jose Earthquakes       |
| Saúl Coco       | 9.2.1999       |             | UD Las Palmas              |
| Esteban Obiang  | 7.5.1998       |             | FC Argeș Pitești           |
| Hugo Buyla      | 8.3.2005       |             | UC Sampdoria               |
| Záložníci       |                |             |                            |
| Federico Bikoro | 17.3.1996      |             | Club Africain              |
| Iban Salvador   | 11.12.1995     |             | Miedź Legnica              |
| José Machín     | 14.8.1996      |             | AC Monza                   |
| Jannick Buyla   | 6.10.1998      |             | SD Logroñés                |
| Álex Balboa     | 6.3.2001       |             | SD Huesca                  |
| Santiago Eneme  | 29.9.2000      |             | MFK Vyškov                 |
| Pablo Ganet     | 4.11.1994      |             | CD Alcoyano                |
| Federico Nsue   | 20.4.1997      |             | CSF Bălți                  |
| Útočníci        |                |             |                            |
| Salomón Obama   | 4.2.2000       |             | UE Santa Coloma            |
| Emilio Nsue -   | 30.9.1989      |             | CF Intercity               |
| Josete Miranda  | 22.7.1998      |             | Niki Volos FC              |
| Noé Ela         | 17.4.2003      |             | CD Numancia                |
| Luis Nlavo      | 9.7.2001       |             | SC Braga                   |
| José Nabil Ondo | 23.11.2005     |             | Cano Sport Academy         |
| Óscar Siafá     | 12.9.1997      |             | US Alessandria Calcio 1912 |

### Guinea-Bissau
Hlavní trenér:  Baciro Candé
| Jméno               | Datum narození | Datum úmrtí | Klub                        |
| Brankáři            | Brankáři       | Brankáři    | Brankáři                    |
| ------------------- | -------------- | ----------- | --------------------------- |
| Jonas Mendes -      | 20.11.1989     |             | Kalamata FC                 |
| Ouparine Djoco      | 22.4.1998      |             | Royal Francs Borains        |
| Fernando Embadje    | 6.7.2003       |             | CD Lugo                     |
| Obránci             |                |             |                             |
| Fali Candé          | 24.1.1998      |             | FC Metz                     |
| Marcelo Djaló       | 8.10.1993      |             | CD Palencia Cristo Atlético |
| Houboulang Mendes   | 4.5.1998       |             | UD Almería                  |
| Jefferson Encada    | 17.4.1998      |             | Pharco FC                   |
| Sori Mané           | 3.4.1996       |             | Académico de Viseu FC       |
| Nanu                | 17.5.1994      |             | Samsunspor                  |
| Opa Sanganté        | 1.2.1991       |             | USL Dunkerque               |
| Edgar Ié            | 1.5.1994       |             | İstanbul Başakşehir FK      |
| Prosper Mendy       | 7.6.1996       |             | ROC de Charleroi-Marchienne |
| Záložníci           |                |             |                             |
| Nito Gomes          | 3.2.2002       |             | CS Marítimo                 |
| Alfa Semedo         | 30.8.1997      |             | At-Ta'ee SC                 |
| Carlos Mané         | 11.3.1994      |             | Kayserispor                 |
| Carlos Mendes Gomes | 14.11.1998     |             | Bolton Wanderers FC         |
| Moreto Cassamá      | 16.2.1998      |             | AC Omonia                   |
| Janio Bikel         | 28.6.1995      |             | Gaziantep FK                |
| Útočníci            |                |             |                             |
| Franculino Djú      | 28.6.2004      |             | FC Midtjylland              |
| Dálcio              | 22.5.1996      |             | APOEL FC                    |
| Zinho Gano          | 13.10.1993     |             | SV Zulte-Waregem            |
| Marciano Tchami     | 6.11.2004      |             | UD Almería                  |
| Mauro Rodrigues     | 15.4.2001      |             | Yverdon-Sport FC            |
| Mama Baldé          | 6.11.1995      |             | Olympique Lyon              |
| Famana Quizera      | 25.4.2002      |             | Académico de Viseu FC       |
| Zé Turbo            | 22.10.1996     |             | FK Pari Nižnij Novgorod     |
| Zidane Banjaqui     | 15.12.1998     |             | CD Feirense                 |

## Skupina B

### Egypt
Hlavní trenér:  Rui Vitória
| Jméno               | Datum narození | Datum úmrtí | Klub                      |
| Brankáři            | Brankáři       | Brankáři    | Brankáři                  |
| ------------------- | -------------- | ----------- | ------------------------- |
| Ahmád Šanáví        | 14.5.1991      |             | Pyramids FC               |
| Muhammad Šanáví     | 18.12.1988     |             | Al-Ahly SC                |
| Gabaski             | 15.7.1999      |             | National Bank of Egypt SC |
| Obránci             |                |             |                           |
| Alí Gabr            | 10.1.1989      |             | Pyramids FC               |
| Muhammad Haní       | 25.1.1996      |             | Al-Ahly SC                |
| Omar Kamál          | 29.9.1993      |             | Modern Future FC          |
| Ahmád Hegází        | 25.1.1991      |             | Al Ittihad FC             |
| Muhammad Hamdí      | 15.3.1995      |             | Pyramids FC               |
| Ahmád Abú Fotúh     | 22.3.1998      |             | Zamalek SC                |
| Jásir Ibrahim       | 10.2.1993      |             | Al-Ahly SC                |
| Ahmád Samí          | 31.3.1992      |             | Pyramids FC               |
| Muhammad Abdelmuním | 1.2.1999       |             | Al-Ahly SC                |
| Záložníci           |                |             |                           |
| Hamdí Fasí          | 29.9.1994      |             | Al-Wakrah SC              |
| Imám Ašúr           | 20.2.1998      |             | Al-Ahly SC                |
| Marván Atía         | 1.8.1998       |             | Al-Ahly SC                |
| Muhammad Alnaní     | 11.7.1992      |             | Arsenal FC                |
| Mahmúd Hamada       | 1.11.1993      |             | Al Masry SC               |
| Zizo                | 10.1.1996      |             | Zamalek SC                |
| Muhanad Lašín       | 29.5.1996      |             | Pyramids FC               |
| Útočníci            |                |             |                           |
| Trézéguet           | 1.10.1994      |             | Trabzonspor               |
| Koka                | 5.3.1993       |             | Pendikspor                |
| Mohamed Salah -     | 15.6.1992      |             | Liverpool FC              |
| Kahraba             | 13.4.1994      |             | Al-Ahly SC                |
| Mustafa Fasí        | 12.5.1994      |             | Pyramids FC               |
| Mustafa Muhammad    | 28.11.1997     |             | FC Nantes                 |
| Omar Marmúš         | 7.2.1999       |             | Eintracht Frankfurt       |

### Ghana
Hlavní trenér:  Chris Hughton
| Jméno                         | Datum narození | Datum úmrtí | Klub               |
| Brankáři                      | Brankáři       | Brankáři    | Brankáři           |
| ----------------------------- | -------------- | ----------- | ------------------ |
| Richard Ofori                 | 1.11.1993      |             | Orlando Pirates    |
| Jojo Wollacott                | 8.9.1996       |             | Hibernian FC       |
| Lawrence Ati-Zigi             | 29.11.1996     |             | FC St. Gallen      |
| Obránci                       |                |             |                    |
| Alidu Seidu                   | 4.6.2000       |             | Clermont Foot      |
| Denis Odoi                    | 27.5.1988      |             | Club Brugge KV     |
| Nicholas Opoku                | 11.8.1997      |             | Amiens SC          |
| Kingsley Schindler            | 12.7.1993      |             | Samsunspor         |
| Mohammed Salisu               | 17.4.1999      |             | AS Monaco FC       |
| Gideon Mensah                 | 18.7.1998      |             | AJ Auxerre         |
| Abdul Fatawu Hamidu           | 4.3.1999       |             | Medeama SC         |
| Daniel Amartey                | 21.12.1994     |             | Beşiktaş JK        |
| Alexander Djiku               | 9.8.1994       |             | Fenerbahçe SK      |
| Záložníci                     |                |             |                    |
| Majeed Ashimeru               | 10.10.1997     |             | RSC Anderlecht     |
| Elisha Owusu                  | 7.11.1997      |             | AJ Auxerre         |
| Mohammed Kudus                | 2.8.2000       |             | West Ham United FC |
| Salis Abdul Samed             | 26.3.2000      |             | RC Lens            |
| Richmond Lamptey              | 18.3.1997      |             | Asante Kotoko SC   |
| Iddrisu Baba                  | 22.1.1996      |             | UD Almería         |
| Útočníci                      |                |             |                    |
| Ransford-Yeboah Königsdörffer | 13.9.2001      |             | Hamburger SV       |
| Jordan Ayew                   | 11.9.1991      |             | Crystal Palace FC  |
| André Ayew -                  | 17.12.1989     |             | Le Havre AC        |
| Osman Bukari                  | 13.12.1998     |             | FK Crvena zvezda   |
| Joseph Paintsil               | 1.2.1998       |             | KRC Genk           |
| Iñaki Williams                | 15.6.1994      |             | Athletic Bilbao    |
| Ernest Nuamah                 | 1.11.2003      |             | Olympique Lyon     |
| Antoine Semenyo               | 7.1.2000       |             | AFC Bournemouth    |
| Jonathan Sowah                | 9.1.2000       |             | Medeama SC         |

### Kapverdy
Hlavní trenér:  Bubista
| Jméno                | Datum narození | Datum úmrtí | Klub                 |
| Brankáři             | Brankáři       | Brankáři    | Brankáři             |
| -------------------- | -------------- | ----------- | -------------------- |
| Vozinha              | 3.6.1986       |             | AS Trenčín           |
| Márcio Rosa          | 23.2.1997      |             | Anadia FC            |
| Dylan Silva          | 10.2.1999      |             | SU Sintrense         |
| Obránci              |                |             |                      |
| Stopira -            | 20.5.1988      |             | Boavista FC          |
| Diney                | 17.1.1995      |             | Al Bataeh Club       |
| Roberto Lopes        | 17.6.1992      |             | Shamrock Rovers FC   |
| Logan Costa          | 1.4.2001       |             | Toulouse FC          |
| Dylan Tavares        | 30.8.1996      |             | SC Bastia            |
| Steven Moreira       | 13.8.1994      |             | Columbus Crew SC     |
| Záložníci            |                |             |                      |
| Patrick Andrade      | 9.2.1993       |             | FK Karabach          |
| João Paulo Fernandes | 26.5.1998      |             | FC Šeriff Tiraspol   |
| Jamiro Monteiro      | 23.11.1993     |             | San Jose Earthquakes |
| Cuca                 | 9.1.1991       |             | UD Leiria            |
| Deroy Duarte         | 4.7.1999       |             | Fortuna Sittard      |
| Laros Duarte         | 28.2.1997      |             | FC Groningen         |
| Kenny Rocha Santos   | 3.1.2000       |             | AEZ Zakakiou         |
| Kevin Pina           | 27.1.1997      |             | FK Krasnodar         |
| Útočníci             |                |             |                      |
| Jovane Cabral        | 14.6.1998      |             | US Salernitana 1919  |
| Gilson Tavares       | 29.12.2001     |             | Benfica Lisabon      |
| Garry Rodrigues      | 27.11.1990     |             | MKE Ankaragücü       |
| Willy Semedo         | 27.4.1994      |             | AC Omonia            |
| Bryan Teixeira       | 1.9.2000       |             | SK Sturm Graz        |
| Ryan Mendes          | 8.1.1990       |             | Fatih Karagümrük     |
| Bebé                 | 12.7.1990      |             | Rayo Vallecano       |

### Mosambik
Hlavní trenér:  Chiquinho Conde
| Jméno                 | Datum narození | Datum úmrtí | Klub                         |
| Brankáři              | Brankáři       | Brankáři    | Brankáři                     |
| --------------------- | -------------- | ----------- | ---------------------------- |
| Ernan Siluane         | 9.7.1998       |             | UD Songo                     |
| Fazito                | 9.6.2003       |             | Clube Ferroviário de Nampula |
| Ivane Urrubal         | 1.3.1997       |             | Associação Black Bulls       |
| Obránci               |                |             |                              |
| Nanani                | 8.2.1996       |             | UD Songo                     |
| David Malembana       | 11.10.1995     |             | FC Noah                      |
| Nené                  | 15.11.1996     |             | Associação Black Bulls       |
| Bruno Langa           | 31.10.1997     |             | GD Chaves                    |
| Edmilson Dove         | 18.7.1994      |             | Kaizer Chiefs FC             |
| Domingos Macandza     | 17.6.1998      |             | CD Costa do Sol              |
| Reinildo Mandava      | 21.1.1994      |             | Atlético Madrid              |
| Mexer                 | 8.9.1988       |             | Bandırmaspor                 |
| Záložníci             |                |             |                              |
| Amadú                 | 3.12.1996      |             | Clube Ferroviário da Beira   |
| Domingues -           | 13.11.1983     |             | UD Songo                     |
| João Bonde            | 9.1.1997       |             | Clube Ferroviário da Beira   |
| Alfons Amade          | 12.11.1999     |             | KV Oostende                  |
| Guima                 | 14.11.1995     |             | GD Chaves                    |
| Shaquille Momad Nangy | 24.11.1997     |             | Clube Ferroviário de Maputo  |
| Útočníci              |                |             |                              |
| Lau King              | 4.9.1995       |             | GD Sagrada Esperança         |
| Clésio                | 11.10.1994     |             | FC Honka                     |
| Stanley Ratifo        | 5.12.1994      |             | 1. CfR Pforzheim             |
| Gildo                 | 31.1.1995      |             | SC Covilhã                   |
| Witi                  | 26.8.1996      |             | CD Nacional                  |
| Geny Catamo           | 26.1.2001      |             | Sporting CP                  |

## Skupina C

### Senegal
Hlavní trenér:  Aliou Cissé
| Jméno               | Datum narození | Datum úmrtí | Klub                 |
| Brankáři            | Brankáři       | Brankáři    | Brankáři             |
| ------------------- | -------------- | ----------- | -------------------- |
| Alfred Gomis        | 23.11.1994     |             | FC Lorient           |
| Édouard Mendy       | 1.3.1992       |             | Al Ahli              |
| Mory Diaw           | 22.6.1993      |             | Clermont Foot        |
| Obránci             |                |             |                      |
| Formose Mendy       | 2.1.2001       |             | FC Lorient           |
| Kalidou Koulibaly - | 20.6.1991      |             | Al Hilal FC          |
| Abdoulaye Seck      | 4.6.1992       |             | Makabi Haifa FC      |
| Fodé Ballo-Touré    | 3.1.1997       |             | Fulham FC            |
| Ismail Jakobs       | 17.8.1999      |             | AS Monaco FC         |
| Moussa Niakhaté     | 8.3.1996       |             | Nottingham Forest FC |
| Youssouf Sabaly     | 5.3.1993       |             | Real Betis           |
| Abdou Diallo        | 4.5.1996       |             | Al-Arabi SC          |
| Abdoulaye Ndiaye    | 10.4.2002      |             | Troyes AC            |
| Záložníci           |                |             |                      |
| Idrissa Gueye       | 26.9.1989      |             | Everton FC           |
| Nampalys Mendy      | 23.6.1992      |             | RC Lens              |
| Cheikhou Kouyaté    | 21.12.1989     |             | Nottingham Forest FC |
| Pathé Ciss          | 16.3.1994      |             | Rayo Vallecano       |
| Krépin Diatta       | 25.2.1999      |             | AS Monaco FC         |
| Pape Matar Sarr     | 14.9.2002      |             | Tottenham Hotspur FC |
| Lamine Camara       | 1.1.2004       |             | FC Metz              |
| Pape Gueye          | 24.1.1999      |             | Olympique Marseille  |
| Útočníci            |                |             |                      |
| Nicolas Jackson     | 20.6.2001      |             | Chelsea FC           |
| Bamba Dieng         | 23.3.2000      |             | FC Lorient           |
| Sadio Mané          | 10.4.1992      |             | Al-Nassr FC          |
| Iliman Ndiaye       | 6.3.2000       |             | Olympique Marseille  |
| Ismaïla Sarr        | 25.2.1998      |             | Olympique Marseille  |
| Habib Diallo        | 18.6.1995      |             | Aš-Šabab FC          |
| Abdallah Sima       | 17.6.2001      |             | Rangers FC           |

### Kamerun
Hlavní trenér:  Rigobert Song
| Jméno                      | Datum narození | Datum úmrtí | Klub                     |
| Brankáři                   | Brankáři       | Brankáři    | Brankáři                 |
| -------------------------- | -------------- | ----------- | ------------------------ |
| Fabrice Ondoa              | 24.12.1995     |             | Nîmes Olympique          |
| Devis Epassy               | 2.2.1993       |             | Abha FC                  |
| Simon Ngapandouetnbu       | 12.4.2003      |             | Olympique Marseille      |
| André Onana                | 2.4.1996       |             | Manchester United FC     |
| Obránci                    |                |             |                          |
| Harold Moukoudi            | 27.11.1997     |             | AEK Athény               |
| Christopher Wooh           | 18.9.2001      |             | Stade Rennais FC         |
| Nouhou Tolo                | 23.6.1997      |             | Seattle Sounders FC      |
| Junior Tchamadeu           | 22.12.2003     |             | Stoke City FC            |
| Oumar Gonzalez             | 25.2.1998      |             | Ar-Raed FC               |
| Darlin Yongwa              | 21.9.2000      |             | FC Lorient               |
| Jean-Charles Castelletto   | 26.1.1995      |             | FC Nantes                |
| Malcom Bokele              | 12.2.2000      |             | FC Girondins de Bordeaux |
| Enzo Tchato                | 23.11.2002     |             | Montpellier HSC          |
| Záložníci                  |                |             |                          |
| Olivier Kemen              | 20.7.1996      |             | Kayserispor              |
| André-Frank Zambo Anguissa | 16.11.1995     |             | SSC Neapol               |
| Yvan Neyou                 | 3.1.1997       |             | CD Leganés               |
| Benjamin Elliott           | 5.11.2002      |             | Reading FC               |
| Olivier Ntcham             | 9.2.1996       |             | Samsunspor               |
| Wilfried Doualla           | 15.5.2006      |             | Victoria United FC       |
| Útočníci                   |                |             |                          |
| Nicolas Moumi Ngamaleu     | 9.7.1994       |             | FK Dynamo Moskva         |
| Clinton N'Jie              | 15.8.1993      |             | Sivasspor                |
| Frank Magri                | 4.9.1999       |             | Toulouse FC              |
| Vincent Aboubakar -        | 22.1.1992      |             | Beşiktaş JK              |
| Georges-Kévin Nkoudou      | 13.2.1995      |             | Damac FC                 |
| Karl Toko Ekambi           | 14.9.1992      |             | Abha FC                  |
| Léonel Ateba               | 6.2.1999       |             | PWD Bamenda              |
| Faris Moumbagna            | 1.7.2000       |             | FK Bodø/Glimt            |

### Guinea
Hlavní trenér:  Kaba Diawara
| Jméno              | Datum narození | Datum úmrtí | Klub                 |
| Brankáři           | Brankáři       | Brankáři    | Brankáři             |
| ------------------ | -------------- | ----------- | -------------------- |
| Aly Keita          | 8.12.1986      |             | Östersunds FK        |
| Moussa Camara      | 27.11.1998     |             | Horoya AC            |
| Ibrahim Koné       | 5.12.1989      |             | Hibernians FC        |
| Obránci            |                |             |                      |
| Antoine Conte      | 29.1.1994      |             | PFK Botev Plovdiv    |
| Issiaga Sylla      | 1.1.1994       |             | Montpellier HSC      |
| Saïdou Sow         | 4.7.2002       |             | RC Strasbourg Alsace |
| Mouctar Diakhaby   | 19.12.1996     |             | Valencia CF          |
| Ibrahim Diakité    | 31.8.2003      |             | Stade Reims          |
| Mohamed Ali Camara | 28.8.1997      |             | BSC Young Boys       |
| Julian Jeanvier    | 31.3.1992      |             | Kayserispor          |
| Sekou Sylla        | 9.1.1999       |             | SC Cambuur           |
| Záložníci          |                |             |                      |
| Amadou Diawara     | 17.7.1997      |             | RSC Anderlecht       |
| Naby Keïta -       | 10.2.1995      |             | Werder Brémy         |
| Ilaix Moriba       | 19.1.2003      |             | RB Leipzig           |
| Karim Cissé        | 14.11.2004     |             | AS Saint-Étienne     |
| Seydouba Cissé     | 10.2.2001      |             | CD Leganés           |
| Aguibou Camara     | 20.5.2001      |             | Atromitos Athény     |
| Mory Konaté        | 15.11.1993     |             | KV Mechelen          |
| Abdoulaye Touré    | 3.3.1994       |             | Le Havre AC          |
| Útočníci           |                |             |                      |
| Morgan Guilavogui  | 10.3.1998      |             | RC Lens              |
| Serhou Guirassy    | 12.3.1996      |             | VfB Stuttgart        |
| Mohamed Bayo       | 4.6.1998       |             | Le Havre AC          |
| François Kamano    | 2.5.1996       |             | Abha FC              |
| José Kanté         | 27.9.1990      |             | Urawa Red Diamonds   |
| Facinet Conte      | 24.3.2005      |             | SC Bastia            |

### Gambie
Hlavní trenér:  Tom Saintfiet
| Jméno               | Datum narození | Datum úmrtí | Klub                  |
| Brankáři            | Brankáři       | Brankáři    | Brankáři              |
| ------------------- | -------------- | ----------- | --------------------- |
| Modou Jobe          | 27.10.1988     |             | Musanze FC            |
| Baboucarr Gaye      | 24.2.1998      |             | PFK Lokomotiv Sofia   |
| Lamin Sarr          | 11.3.2001      |             | Eskilsminne IF        |
| Obránci             |                |             |                       |
| Dawda Ngum          | 2.9.1990       |             | Ariana FC             |
| Omar Colley -       | 24.10.1992     |             | Beşiktaş JK           |
| James Gomez         | 14.11.2001     |             | AC Sparta Praha       |
| Ibou Touray         | 24.12.1994     |             | Stockport County FC   |
| Noah Sonko Sundberg | 6.6.1996       |             | PFK Ludogorec Razgrad |
| Jacob Mendy         | 27.12.1996     |             | Wrexham AFC           |
| Saidy Janko         | 22.10.1995     |             | BSC Young Boys        |
| Muhammed Sanneh     | 19.2.2000      |             | FC Baník Ostrava      |
| Bubacarr Sanneh     | 14.11.1994     |             | FK Zvijezda 09        |
| Záložníci           |                |             |                       |
| Hamza Barry         | 3.5.1994       |             | Vejle Boldklub        |
| Sulayman Marreh     | 15.1.1996      |             | bez angažmá           |
| Ebou Adams          | 15.1.1996      |             | Cardiff City FC       |
| Alasana Manneh      | 8.4.1998       |             | Odense BK             |
| Ebrima Darboe       | 6.6.2001       |             | LASK                  |
| Yusupha Bobb        | 22.6.1996      |             | KAC Marrákeš          |
| Útočníci            |                |             |                       |
| Ablie Jallow        | 14.11.1998     |             | FC Metz               |
| Alieu Fadera        | 3.11.2001      |             | KRC Genk              |
| Assan Ceesay        | 17.3.1994      |             | Damac FC              |
| Musa Barrow         | 14.11.1998     |             | At-Taawoun FC         |
| Abdoulie Sanyang    | 8.5.1999       |             | Grenoble Foot 38      |
| Ebrima Colley       | 1.2.2000       |             | BSC Young Boys        |
| Yankuba Minteh      | 22.7.2004      |             | Feyenoord             |
| Muhammed Badamosi   | 27.12.1998     |             | Al Hazm FC            |
| Ali Sowe            | 14.6.1994      |             | MKE Ankaragücü        |

## Skupina D

### Alžírsko
Hlavní trenér:  Džámil Belmádí
| Jméno                 | Datum narození | Datum úmrtí | Klub                        |
| Brankáři              | Brankáři       | Brankáři    | Brankáři                    |
| --------------------- | -------------- | ----------- | --------------------------- |
| Mustafa Zegbá         | 21.11.1990     |             | Damac FC                    |
| Anthony Mandrea       | 25.12.1996     |             | SM Caen                     |
| Raís M'Bolhí          | 25.4.1986      |             | CR Belouizdad               |
| Obránci               |                |             |                             |
| Ajsa Mandí            | 22.10.1991     |             | Villarreal CF               |
| Kevin Van Den Kerkhof | 14.3.1996      |             | FC Metz                     |
| Muhammad Amín Túgaí   | 22.1.2000      |             | Espérance Sportive de Tunis |
| Ahmád Túbá            | 13.3.1998      |             | US Lecce                    |
| Raján Aït-Núrí        | 6.6.2001       |             | Wolverhampton Wanderers FC  |
| Júsif Atál            | 17.5.1996      |             | OGC Nice                    |
| Ramy Bensebaini       | 16.4.1995      |             | Borussia Dortmund           |
| Zinedin Belaíd        | 20.3.1999      |             | USM Alger                   |
| Jásir Larúcí          | 1.1.2001       |             | Sheffield United FC         |
| Záložníci             |                |             |                             |
| Ramíz Zirúkí          | 26.5.1998      |             | Feyenoord                   |
| Sufján Fighúlí        | 26.12.1989     |             | Fatih Karagümrük            |
| Houssem Aouar         | 30.6.1998      |             | AS Řím                      |
| Hičám Búdáví          | 23.9.1999      |             | OGC Nice                    |
| Farès Chaíbí          | 28.11.2002     |             | Eintracht Frankfurt         |
| Nabíl bin Tálib       | 24.11.1994     |             | Lille OSC                   |
| Ismaël Bennacer       | 1.12.1997      |             | AC Milán                    |
| Útočníci              |                |             |                             |
| Rijád Mahriz -        | 21.2.1991      |             | Al Ahli                     |
| Júsif Belaïlí         | 14.3.1992      |             | MC Alger                    |
| Bagdád Búnedžáh       | 24.11.1991     |             | Al-Sadd SC                  |
| Adám Únas             | 11.11.1996     |             | Lille OSC                   |
| Islám Slimaní         | 18.6.1988      |             | Coritiba Foot Ball Club     |
| Muhammad Amúra        | 9.5.2000       |             | Royale Union Saint-Gilloise |

### Burkina Faso
Hlavní trenér:  Hubert Velud
| Jméno              | Datum narození | Datum úmrtí | Klub                      |
| Brankáři           | Brankáři       | Brankáři    | Brankáři                  |
| ------------------ | -------------- | ----------- | ------------------------- |
| Hillel Konaté      | 28.12.1994     |             | LB Châteauroux            |
| Hervé Koffi        | 16.10.1996     |             | R. Charleroi SC           |
| Kilian Nikiema     | 1.12.2004      |             | ADO Den Haag              |
| Obránci            |                |             |                           |
| Abdoul Guiebre     | 17.7.1997      |             | Modena FC 2018            |
| Adamo Nagalo       | 22.9.2002      |             | FC Nordsjælland           |
| Nasser Djiga       | 15.11.2002     |             | FK Crvena zvezda          |
| Issa Kaboré        | 12.5.2001      |             | Luton Town FC             |
| Edmond Tapsoba     | 2.2.1999       |             | Bayer 04 Leverkusen       |
| Issoufou Dayo      | 6.8.1991       |             | RS Berkane                |
| Valentin Nouma     | 14.2.2000      |             | FC Saint-Éloi Lupopo      |
| Steeve Yago        | 16.12.1992     |             | Aris Limassol             |
| Záložníci          |                |             |                           |
| Sacha Bansé        | 16.3.2001      |             | Valenciennes FC           |
| Stephane Aziz Ki   | 6.3.1996       |             | Young Africans SC         |
| Ismahila Ouédraogo | 5.11.1999      |             | Panserraikos FC           |
| Gustavo Sangaré    | 8.11.1996      |             | US Quevilly-Rouen         |
| Blati Touré        | 4.8.1994       |             | Pyramids FC               |
| Adama Guira        | 24.4.1988      |             | Racing Rioja CF           |
| Dramane Salou      | 22.5.1998      |             | FC Urartu                 |
| Útočníci           |                |             |                           |
| Djibril Ouattara   | 19.9.1999      |             | RS Berkane                |
| Dango Ouattara     | 11.2.2002      |             | AFC Bournemouth           |
| Cedric Badolo      | 4.11.1998      |             | FC Šeriff Tiraspol        |
| Bertrand Traoré -  | 6.9.1995       |             | Aston Villa FC            |
| Mamady Bangré      | 15.6.2001      |             | Toulouse FC               |
| Mohamed Konaté     | 12.12.1997     |             | RFK Achmat Groznyj        |
| Abdoul Tapsoba     | 23.8.2001      |             | Amiens SC                 |
| Hassane Bandé      | 30.10.1998     |             | Helsingin Jalkapalloklubi |

### Mauritánie
Hlavní trenér:  Amir Abdou
| Jméno                | Datum narození | Datum úmrtí | Klub                       |
| Brankáři             | Brankáři       | Brankáři    | Brankáři                   |
| -------------------- | -------------- | ----------- | -------------------------- |
| Namori Diaw          | 30.12.1994     |             | FC Tevragh-Zeina           |
| Babacar Niasse       | 20.12.1996     |             | EA Guingamp                |
| M'Backé N'Diaye      | 19.12.1994     |             | Nouakchott Kings           |
| Obránci              |                |             |                            |
| Khadim Diaw          | 7.7.1998       |             | Al Hilal Club              |
| Aly Abeid -          | 11.12.1997     |             | FC UTA Arad                |
| Lamine Ba            | 24.8.1997      |             | NK Varaždin                |
| Nouh Mohamed El Abd  | 24.12.2000     |             | FC Nouadhibou              |
| Ibrahima Keita       | 8.11.2001      |             | TP Mazembe                 |
| Hassan Houbeib       | 31.10.1993     |             | Al-Zawraa SC               |
| Bakary N'Diaye       | 26.11.1998     |             | Al-Quwa Al-Jawiya          |
| Záložníci            |                |             |                            |
| Omaré Gassama        | 1.10.1995      |             | LB Châteauroux             |
| Guessouma Fofana     | 17.12.1992     |             | Doxa Katokopias FC         |
| El Hadji Ba          | 5.3.1993       |             | FC Nouadhibou              |
| Mouhsine Bodda       | 18.7.1997      |             | FC Nouadhibou              |
| Bakari Camara        | 4.1.1994       |             | FC Villefranche Beaujolais |
| Mohamed Dellahi Yali | 1.11.1997      |             | Al-Hudood SC               |
| Abdallahi Mahmoud    | 4.5.2000       |             | AC Bellinzona              |
| Sidi Ahmed El Abd    | 5.5.2001       |             | Nouakchott Kings           |
| Oumar Ngom           | 9.3.2004       |             | Pau FC                     |
| Útočníci             |                |             |                            |
| Hemeya Tanjy         | 1.5.1998       |             | Al-Ittihad Club            |
| Idrissa Thiam        | 2.9.2000       |             | Mesaimeer SC               |
| Souleymane Anne      | 5.12.1997      |             | KMSK Deinze                |
| Souleymane Doukara   | 29.9.1991      |             | Mağusa Türk Gücü SK        |
| Aboubakary Koita     | 20.9.1998      |             | K. Sint-Truidense VV       |
| Sidi Bouna Amar      | 31.12.1998     |             | FC Nouadhibou              |
| Pape Ibnou Ba        | 5.1.1993       |             | US Concarneau              |
| Aboubakar Kamara     | 7.3.1995       |             | Al Jazira Club             |

### Angola
Hlavní trenér:  Pedro Gonçalves
| Jméno             | Datum narození | Datum úmrtí | Klub                      |
| Brankáři          | Brankáři       | Brankáři    | Brankáři                  |
| ----------------- | -------------- | ----------- | ------------------------- |
| Antonio Dominique | 25.7.1994      |             | Étoile Carouge FC         |
| Kadú              | 30.11.1994     |             | FC Oliveira do Hospital   |
| Neblú             | 16.12.1993     |             | CD Primeiro de Agosto     |
| Gelson            | 8.7.1999       |             | GD Interclube             |
| Obránci           |                |             |                           |
| Núrio Fortuna     | 24.3.1995      |             | KAA Gent                  |
| Jonathan Buatu    | 27.9.1993      |             | Valenciennes FC           |
| Quinito           | 13.3.1998      |             | Atlético Petróleos Luanda |
| Kialonda Gaspar   | 27.9.1997      |             | CF Estrela da Amadora     |
| Tó Carneiro       | 5.11.1995      |             | Atlético Petróleos Luanda |
| Loide Augusto     | 26.2.2000      |             | Alanyaspor                |
| Eddie Afonso      | 7.3.1994       |             | Atlético Petróleos Luanda |
| Inácio Miguel     | 12.12.1995     |             | Atlético Petróleos Luanda |
| Záložníci         |                |             |                           |
| Manuel Keliano    | 6.1.2003       |             | CF Estrela da Amadora     |
| Beni Mukendi      | 21.5.2002      |             | Casa Pia AC               |
| Fredy -           | 27.3.1990      |             | Eyüpspor                  |
| Bruno Paz         | 23.4.1998      |             | Konyaspor                 |
| Estrela           | 22.9.1995      |             | Erzurumspor               |
| Manuel Cafumana   | 6.3.1999       |             | Makabi Haifa FC           |
| Útočníci          |                |             |                           |
| Gilberto          | 10.3.2001      |             | Atlético Petróleos Luanda |
| Zini              | 3.7.2002       |             | AEK Athény                |
| Gelson Dala       | 13.7.1996      |             | Al-Wakrah SC              |
| Felício Milson    | 12.10.1999     |             | Maccabi Tel Aviv FC       |
| Zito Luvumbo      | 9.3.2002       |             | Cagliari Calcio           |
| Jérémie Bela      | 8.4.1993       |             | Clermont Foot             |
| Mabululu          | 10.9.1989      |             | Al-Ittihad Alexandrie     |
| Depú              | 8.1.2000       |             | Gil Vicente FC            |
| Chico Banza       | 17.12.1998     |             | Anorthosis Famagusta      |

## Skupina E

### Tunisko
Hlavní trenér:  Džalel Kadrí
| Jméno                    | Datum narození | Datum úmrtí | Klub                        |
| Brankáři                 | Brankáři       | Brankáři    | Brankáři                    |
| ------------------------ | -------------- | ----------- | --------------------------- |
| Muizz Hasán              | 5.3.1995       |             | Club Africain               |
| Ajmán Dámen              | 28.1.1997      |             | Al Hazm FC                  |
| Bešír bin Saíd           | 29.11.1992     |             | US Monastir                 |
| Obránci                  |                |             |                             |
| Alí Abdí                 | 20.12.1993     |             | SM Caen                     |
| Montassár Talbí          | 26.5.1998      |             | FC Lorient                  |
| Jasín Maríá              | 2.7.1993       |             | Espérance Sportive de Tunis |
| Alí Maalúl               | 1.1.1990       |             | Al-Ahly SC                  |
| Hamzá Dželasí            | 29.9.1991      |             | Étoile Sportive du Sahel    |
| Usáma Hadadí             | 28.1.1992      |             | SpVgg Greuther Fürth        |
| Ján Valerí               | 22.2.1999      |             | Angers SCO                  |
| Vajdí Kechrída           | 5.11.1995      |             | Atromitos Athény            |
| Alá Grám                 | 24.7.2001      |             | CS Sfaxien                  |
| Záložníci                |                |             |                             |
| Muhammad Alí bin Romdáne | 6.9.1999       |             | Ferencvárosi TC             |
| Húsim Tká                | 16.8.2000      |             | Espérance Sportive de Tunis |
| Hamzá Rafía              | 22.4.1999      |             | US Lecce                    |
| Anís bin Slímane         | 16.3.2001      |             | Sheffield United FC         |
| Ajsá Lajdúní             | 13.12.1996     |             | 1. FC Union Berlín          |
| Alljís Schirí            | 10.5.1995      |             | Eintracht Frankfurt         |
| Hadž Mahmúd              | 24.4.2000      |             | FC Lugano                   |
| Útočníci                 |                |             |                             |
| Júsef Msakní -           | 28.10.1990     |             | Al-Arabi SC                 |
| Hajtém Žúní              | 7.5.1993       |             | Stade Tunisien              |
| Tahá Jasín Chenísí       | 6.1.1992       |             | Kuwait SC                   |
| Sajfaláh Ltajíf          | 22.4.2000      |             | FC Winterthur               |
| Básim Srarfí             | 25.6.1997      |             | Club Africain               |
| Najím Slití              | 27.7.1992      |             | Al Ahli Dauhá               |
| Seifedin Džazírí         | 12.2.1993      |             | Zamalek SC                  |
| Elías Ačúrí              | 10.2.1999      |             | FC Kodaň                    |

### Mali
Hlavní trenér:  Éric Chelle
| Jméno              | Datum narození | Datum úmrtí | Klub                       |
| Brankáři           | Brankáři       | Brankáři    | Brankáři                   |
| ------------------ | -------------- | ----------- | -------------------------- |
| Ismael Diawara     | 11.11.1994     |             | AIK Stockholm              |
| Djigui Diarra      | 27.2.1995      |             | Young Africans SC          |
| Aboubacar Doumbia  | 19.4.1995      |             | Afrique Football Élite     |
| Obránci            |                |             |                            |
| Hamari Traoré -    | 27.1.1992      |             | Real Sociedad              |
| Amadou Danté       | 7.10.2000      |             | SK Sturm Graz              |
| Boubakar Kouyaté   | 15.4.1997      |             | Montpellier HSC            |
| Sikou Niakaté      | 10.7.1999      |             | SC Braga                   |
| Moussa Diarra      | 10.11.2000     |             | Toulouse FC                |
| Mamadou Fofana     | 21.1.1998      |             | Amiens SC                  |
| Falaye Sacko       | 1.5.1995       |             | Montpellier HSC            |
| Záložníci          |                |             |                            |
| Amadou Haidara     | 31.1.1998      |             | RB Leipzig                 |
| Diadie Samassékou  | 11.1.1996      |             | TSG 1899 Hoffenheim        |
| Yves Bissouma      | 30.8.1996      |             | Tottenham Hotspur FC       |
| Lassana Coulibaly  | 10.4.1996      |             | US Salernitana 1919        |
| Mohamed Camara     | 6.1.2000       |             | AS Monaco FC               |
| Adama Noss Traoré  | 28.6.1995      |             | Hull City AFC              |
| Aliou Dieng        | 15.10.1997     |             | Al-Ahly SC                 |
| Boubacar Traoré    | 20.8.2001      |             | Wolverhampton Wanderers FC |
| Kamory Doumbia     | 18.2.2003      |             | Stade Brestois             |
| Útočníci           |                |             |                            |
| Moussa Doumbia     | 15.8.1994      |             | Al-Adalah FC               |
| Ibrahim Sissoko    | 27.11.1995     |             | AS Saint-Étienne           |
| Siriné Doucouré    | 8.4.2002       |             | FC Lorient                 |
| Youssoufou Niakaté | 16.12.1992     |             | Baniyas Club               |
| Fousseni Diabaté   | 18.10.1995     |             | FC Lausanne-Sport          |
| Sékou Koïta        | 28.11.1999     |             | FC Red Bull Salzburg       |
| Lassine Sinayoko   | 8.12.1999      |             | AJ Auxerre                 |
| Nene Dorgeles      | 23.12.2002     |             | FC Red Bull Salzburg       |

### Jihoafrická republika
Hlavní trenér:  Hugo Broos
| Jméno                | Datum narození | Datum úmrtí | Klub                 |
| Brankáři             | Brankáři       | Brankáři    | Brankáři             |
| -------------------- | -------------- | ----------- | -------------------- |
| Ronwen Williams -    | 21.1.1992      |             | Mamelodi Sundowns FC |
| Veli Mothwa          | 12.2.1991      |             | AmaZulu FC           |
| Ricardo Goss         | 2.4.1994       |             | SuperSport United FC |
| Obránci              |                |             |                      |
| Nyiko Mobbie         | 11.9.1994      |             | Sekhukhune United FC |
| Terrence Mashego     | 28.6.1996      |             | Mamelodi Sundowns FC |
| Siyanda Xulu         | 30.12.1991     |             | SuperSport United FC |
| Aubrey Modiba        | 22.7.1995      |             | Mamelodi Sundowns FC |
| Mothobi Mvala        | 14.6.1994      |             | Mamelodi Sundowns FC |
| Grant Kekana         | 31.10.1992     |             | Mamelodi Sundowns FC |
| Nkosinathi Sibisi    | 22.9.1995      |             | Orlando Pirates      |
| Khuliso Mudau        | 26.4.1995      |             | Mamelodi Sundowns FC |
| Tapelo Xoki          | 10.4.1995      |             | Orlando Pirates      |
| Záložníci            |                |             |                      |
| Teboho Mokoena       | 24.1.1997      |             | Mamelodi Sundowns FC |
| Jayden Adams         | 5.5.2001       |             | Stellenbosch FC      |
| Thapelo Maseko       | 11.11.2003     |             | Mamelodi Sundowns FC |
| Sphephelo Sithole    | 3.3.1999       |             | CD Tondela           |
| Thabang Monare       | 16.9.1989      |             | Orlando Pirates      |
| Thapelo Morena       | 6.8.1993       |             | Mamelodi Sundowns FC |
| Sibongiseni Mthethwa | 20.9.1994      |             | Kaizer Chiefs FC     |
| Útočníci             |                |             |                      |
| Oswin Appollis       | 25.8.2001      |             | Polokwane City FC    |
| Evidence Makgopa     | 5.6.2000       |             | Orlando Pirates      |
| Percy Tau            | 13.5.1994      |             | Al-Ahly SC           |
| Themba Zwane         | 3.8.1989       |             | Mamelodi Sundowns FC |
| Zakhele Lepasa       | 3.1.1997       |             | Orlando Pirates      |
| Mihlali Mayambela    | 25.8.1996      |             | Aris Limassol        |
| Elias Mokwana        | 8.9.1999       |             | Sekhukhune United FC |

### Namibie
Hlavní trenér:  Collin Benjamin
| Jméno              | Datum narození | Datum úmrtí | Klub                 |
| Brankáři           | Brankáři       | Brankáři    | Brankáři             |
| ------------------ | -------------- | ----------- | -------------------- |
| Lloyd Kazapua      | 25.3.1989      |             | Chippa United FC     |
| Kamaijanda Ndisiro | 1.12.1999      |             | African Stars FC     |
| Edward Maova       | 5.9.1994       |             | Pretoria Callies FC  |
| Obránci            |                |             |                      |
| Denzil Haoseb      | 25.2.1991      |             | Khomas Nampol FC     |
| Ananias Gebhardt   | 8.9.1988       |             | Baroka FC            |
| Riaan Hanamub      | 8.2.1995       |             | AmaZulu FC           |
| Charles Hambira    | 3.6.1990       |             | African Stars FC     |
| Kennedy Amutenya   | 15.7.1996      |             | Gaborone United FC   |
| Aprocius Petrus    | 9.10.1999      |             | KF Liria Prizren     |
| Ivan Kamberipa     | 3.2.1994       |             | Orapa United FC      |
| Lubeni Haukongo    | 24.9.2000      |             | Cape Town Spurs FC   |
| Ryan Nyambe        | 3.12.1997      |             | Derby County FC      |
| Záložníci          |                |             |                      |
| Ngero Katua        | 25.7.2001      |             | UNAM FC              |
| Uetuuru Kambato    | 24.1.1998      |             | African Stars FC     |
| Prins Tjiueza      | 12.3.2002      |             | KF Liria Prizren     |
| Joslin Kamatuka    | 27.7.1991      |             | Maritzburg United FC |
| Marcel Papama      | 28.4.1996      |             | Jwaneng Galaxy FC    |
| Wendell Rudath     | 10.7.1995      |             | Jwaneng Galaxy FC    |
| Petrus Shitembi    | 11.5.1992      |             | Kuching City FC      |
| Útočníci           |                |             |                      |
| Deon Hotto         | 29.10.1990     |             | Orlando Pirates      |
| Bethuel Muzeu      | 22.2.2000      |             | Black Leopards FC    |
| Absalom Iimbondi   | 11.10.1991     |             | Khomas Nampol FC     |
| Peter Shalulile -  | 23.3.1993      |             | Mamelodi Sundowns FC |

## Skupina F

### Maroko
Hlavní trenér:  Valíd Radžradžuíh
| Jméno             | Datum narození | Datum úmrtí | Klub                   |
| Brankáři          | Brankáři       | Brankáři    | Brankáři               |
| ----------------- | -------------- | ----------- | ---------------------- |
| Jasín Bunú        | 5.4.1991       |             | Al Hilal FC            |
| Munír Muhamadí    | 10.5.1989      |             | Al Wehda               |
| Mehdí Benabíd     | 24.1.1998      |             | ASFAR Rabat            |
| Obránci           |                |             |                        |
| Ašraf Hakimí      | 4.11.1998      |             | Paris Saint-Germain FC |
| Nussajír Mazráví  | 14.11.1997     |             | FC Bayern Mnichov      |
| Nayef Aguerd      | 30.3.1996      |             | West Ham United FC     |
| Romain Saïss -    | 26.3.1990      |             | Aš-Šabab FC            |
| Junís Abdelhamíd  | 28.7.1987      |             | Stade Reims            |
| Abdál Abkár       | 10.3.1999      |             | Deportivo Alavés       |
| Jahjá Attíat Allá | 2.3.1995       |             | Wydad Casablanca       |
| Čadí Ríad         | 17.7.2003      |             | Real Betis             |
| Muhammad Čibí     | 21.1.1993      |             | Pyramids FC            |
| Záložníci         |                |             |                        |
| Sufján Amrabat    | 21.8.1996      |             | Manchester United FC   |
| Hakim Zijach      | 19.3.1993      |             | Galatasaray SK         |
| Azzadín Únah      | 11.11.2003     |             | Olympique Marseille    |
| Amín Harít        | 18.6.1997      |             | Olympique Marseille    |
| Ismael Saibarí    | 28.1.2001      |             | PSV Eindhoven          |
| Usáma Azúzí       | 29.5.2001      |             | Bologna FC 1909        |
| Sálim Amallá      | 15.11.1996     |             | Valencia CF            |
| Bilál Channús     | 10.5.2004      |             | KRC Genk               |
| Amir Richardson   | 24.1.2002      |             | Stade Reims            |
| Útočníci          |                |             |                        |
| Tárik Tisúdalí    | 2.4.1993       |             | KAA Gent               |
| Abde Ezzalzouli   | 17.12.2001     |             | Real Betis             |
| Sufján Búfál      | 17.9.1993      |             | Al-Rayyan SC           |
| Júsuf En-Nesjrí   | 1.6.1997       |             | Sevilla FC             |
| Ajúb Kábí         | 25.6.1993      |             | Olympiakos Pireus      |
| Amine Adli        | 10.5.2000      |             | Bayer 04 Leverkusen    |

### DR Kongo
Hlavní trenér:  Sébastien Desabre
| Jméno                    | Datum narození | Datum úmrtí | Klub                    |
| Brankáři                 | Brankáři       | Brankáři    | Brankáři                |
| ------------------------ | -------------- | ----------- | ----------------------- |
| Lionel Mpasi             | 1.8.1994       |             | Rodez AF                |
| Dimitry Bertaud          | 6.6.1998       |             | Montpellier HSC         |
| Baggio Siadi Ngusia      | 21.7.1997      |             | TP Mazembe              |
| Obránci                  |                |             |                         |
| Henoc Inonga Baka        | 1.11.1993      |             | Simba SC                |
| Brian Bayeye             | 30.6.2000      |             | Ascoli Calcio 1898 FC   |
| Dylan Batubinsika        | 15.2.1996      |             | AS Saint-Étienne        |
| Joris Kayembe            | 8.8.1994       |             | KRC Genk                |
| Rocky Bushiri            | 30.11.1999     |             | Hibernian FC            |
| Chancel Mbemba Mangulu - | 8.8.1994       |             | Olympique Marseille     |
| Gédéon Kalulu            | 29.8.1997      |             | FC Lorient              |
| Arthur Masuaku           | 7.11.1993      |             | Beşiktaş JK             |
| Záložníci                |                |             |                         |
| Aaron Tshibola           | 25.1.1995      |             | Hatta Club              |
| Grady Diangana           | 19.4.1998      |             | West Bromwich Albion FC |
| Samuel Moutoussamy       | 12.8.1996      |             | FC Nantes               |
| Théo Bongonda            | 20.11.1995     |             | FK Spartak Moskva       |
| Gaël Kakuta              | 21.6.1991      |             | Amiens SC               |
| Charles Pickel           | 15.5.1997      |             | US Cremonese            |
| Omenuke Mfulu            | 20.3.1994      |             | UD Las Palmas           |
| Útočníci                 |                |             |                         |
| Silas Katompa Mvumpa     | 6.10.1998      |             | VfB Stuttgart           |
| Meschak Elia             | 6.8.1997       |             | BSC Young Boys          |
| Cédric Bakambu           | 11.4.1991      |             | Galatasaray SK          |
| Fiston Kalala Mayele     | 24.6.1994      |             | Pyramids FC             |
| Yoane Wissa              | 3.9.1996       |             | Brentford FC            |
| Simon Banza              | 13.8.1996      |             | SC Braga                |

### Zambie
Hlavní trenér:  Avram Grant
| Jméno             | Datum narození | Datum úmrtí | Klub                   |
| Brankáři          | Brankáři       | Brankáři    | Brankáři               |
| ----------------- | -------------- | ----------- | ---------------------- |
| Toaster Nsabata   | 24.11.1993     |             | ZESCO United FC        |
| Lawrence Mulenga  | 21.8.1998      |             | Power Dynamos FC       |
| Francis Mwansa    | 14.7.2002      |             | Green Buffaloes FC     |
| Obránci           |                |             |                        |
| Zephaniah Phiri   | 19.11.1996     |             | Prison Leopards FC     |
| Benedict Chepeshi | 10.6.1996      |             | Red Arrows FC          |
| Frankie Musonda   | 12.12.1997     |             | Ayr United FC          |
| Stoppila Sunzu    | 22.6.1989      |             | Či-nan Šing-čou        |
| Dominic Chanda    | 26.2.1996      |             | Power Dynamos FC       |
| Rodrick Kabwe     | 30.11.1992     |             | Zakho SC               |
| Golden Mafwenta   | 15.1.2001      |             | MFK Vyškov             |
| Tandi Mwape       | 20.7.1996      |             | TP Mazembe             |
| Gift Mphande      | 19.11.2003     |             | Hapoel Rišon LeZion FC |
| Záložníci         |                |             |                        |
| Miguel Chaiwa     | 7.4.2004       |             | BSC Young Boys         |
| Benson Sakala     | 12.9.1996      |             | FK Mladá Boleslav      |
| Kelvin Kampamba   | 24.11.1996     |             | ZESCO United FC        |
| Lubambo Musando - | 1.3.1995       |             | Silkeborg IF           |
| Larry Bwalya      | 29.5.1995      |             | Sekhukhune United FC   |
| Emmanuel Banda    | 29.9.1997      |             | HNK Rijeka             |
| Edward Chilufya   | 17.9.1999      |             | BK Häcken              |
| Kelvin Kapumbu    | 6.4.1996       |             | ZESCO United FC        |
| Clatous Chama     | 18.6.1991      |             | Simba SC               |
| Fredrick Mulambia | 10.7.2002      |             | Power Dynamos FC       |
| Kings Kangwa      | 6.4.1999       |             | FK Crvena zvezda       |
| Útočníci          |                |             |                        |
| Lameck Banda      | 29.1.2001      |             | US Lecce               |
| Fashion Sakala    | 14.3.1997      |             | Al-Fayha FC            |
| Patson Daka       | 9.10.1998      |             | Leicester City FC      |
| Kennedy Musonda   | 28.12.1994     |             | Young Africans SC      |

### Tanzanie
Hlavní trenér:  Adil Amrúčí
| Jméno                    | Datum narození | Datum úmrtí | Klub                     |
| Brankáři                 | Brankáři       | Brankáři    | Brankáři                 |
| ------------------------ | -------------- | ----------- | ------------------------ |
| Kwesi Kawawa             | 5.12.2001      |             | Karlslunds IF FK         |
| Beno David Kakolanya     | 27.6.1994      |             | Singida Fountain Gate FC |
| Aishi Manula             | 13.9.1995      |             | Simba SC                 |
| Obránci                  |                |             |                          |
| Haji Mnoga               | 16.4.2002      |             | Aldershot Town FC        |
| Ibrahim Hamad            | 12.11.1997     |             | Young Africans SC        |
| Dickson Job              | 29.12.2000     |             | Young Africans SC        |
| Bakari Mwamnyeto         | 5.10.1995      |             | Young Africans SC        |
| Mohamed Husseini         | 1.11.1996      |             | Simba SC                 |
| Lusajo Mwaikenda         | 27.10.2000     |             | Azam FC                  |
| Novatus Miroshi          | 2.9.2002       |             | FK Šachtar Doněck        |
| Abdi Banda               | 20.5.1995      |             | Richards Bay FC          |
| Abdulmalik Zakaria       | 3.3.1996       |             | Namungo FC               |
| Miano Danilo Van den Bos | 31.3.2003      |             | Villena CF               |
| Záložníci                |                |             |                          |
| Mudathir Yahya           | 6.5.1996       |             | Young Africans SC        |
| Feisal Salum             | 11.1.1998      |             | Young Africans SC        |
| Himid Mao                | 15.11.1992     |             | Ghazl El Mahalla SC      |
| Morice Abraham           | 13.8.2003      |             | FK Spartak Subotica      |
| Tarryn Allarakhia        | 17.10.1997     |             | Wealdstone FC            |
| Sospeter Bajana          | 14.10.1996     |             | Azam FC                  |
| Mzamiru Yassin           | 3.1.1996       |             | Simba SC                 |
| Charles M'Mombwa         | 14.3.1998      |             | Macarthur FC             |
| Ben Starkie              | 23.7.2002      |             | Ilkeston Town FC         |
| Mohammed Sagaf           | 12.11.1997     |             | Boreham Wood FC          |
| Útočníci                 |                |             |                          |
| Cyprian Kachwele         | 15.2.2005      |             | Vancouver Whitecaps FC   |
| Mbwana Samatta -         | 23.12.1992     |             | PAOK Soluň               |
| Simon Msuva              | 2.10.1993      |             | JS Kabylie               |
| Kibu Denis               | 4.12.1998      |             | Simba SC                 |